# Live at The Union Chapel
Live at The Union Chapel es un álbum en vivo del grupo de rock progresivo inglés Renaissance, editado en el 2016 y publicado tanto en DVD como en formato de audio digital.
Este trabajo presenta el concierto que el grupo dio el 16 de abril del 2015 en la iglesia The Union Chapel, en Londres, Inglaterra.

## Lista de canciones
DVD 
1. «Prologue» (7:26) 
2. «Carpet of the Sun» (3:37)
3. «Ocean Gypsy» (7:36)
4. «Running Hard» (9:39)
5. «Grandine Il Vento» (6:54)
6. «Symphony of Light» (12:53)
7. «Northern Lights» (4:16)
8. «The Mystic and the Muse» (7:58)
9. «Mother Russia» (10:07)
10. «Ashes Are Burning» (18:20)

## Integrantes
- Annie Haslam - voz principal
- Marl Lambert - guitarra acústica, coros
- Rave Tesar - teclados
- Tom Brislin - teclados, coros
- Leo Traversa - bajo, guitarra, coros
- Frank Pagano - batería, percusiones, coros